# Virtualizzazione di rete
In informatica la virtualizzazione di rete è un metodo per combinare le risorse disponibili in una rete, attraverso la suddivisione in tempo reale dell'ampiezza di banda in canali, ciascuno dei quali è indipendente dagli altri, e ciascuno dei quali può essere assegnato (o riassegnato) a un particolare server o dispositivo. Ciascun canale è messo in sicurezza in maniera indipendente. Tutti gli abbonati, utilizzando un singolo computer, hanno accesso condiviso a tutte le risorse presenti nella rete.
Per un amministratore, la gestione di una rete può essere un lavoro noioso e dispendioso in termini di tempo. La virtualizzazione di rete viene effettuata per migliorare la produttività, l'efficienza e la soddisfazione  del lavoro di un amministratore, svolgendo molti task in maniera automatica e mascherando così la reale complessità della rete. Files, immagini, programmi e directory possono essere gestite centralmente da un sito fisico unico. I supporti di memorizzazione quali hard disk e unità a nastro possono venire aggiunti facilmente o riassegnati. Lo spazio di archiviazione può essere condiviso o riallocato attraverso i server.
La virtualizzazione di rete è utile al fine di ottimizzare: velocità di connessione, affidabilità, flessibilità, scalabilità e sicurezza. La virtualizzazione di rete è particolarmente efficace in reti dove si verificano grandi quantità di picchi di utilizzo improvvisi e imprevisti.